# Miltochrista cinnabarina
Miltochrista cinnabarina är en fjärilsart som beskrevs av Arnold Pagenstecher 1884. Miltochrista cinnabarina ingår i släktet Miltochrista och familjen björnspinnare. Inga underarter finns listade i Catalogue of Life.